# Parascève d'Iconium
Pour les articles homonymes, voir Parascève.
Sainte Parascève d’Iconium, dite aussi Sainte-Parascève-Vendredi (Параскева Иконийская, Paraskeva Pyatnitsa) est une prédicatrice chrétienne originaire d’Iconium, Lycaonie (aujourd’hui Konya, Turquie), morte en martyre au IIIe siècle.

## Biographie
Selon la tradition orthodoxe, Parascève était née dans une riche famille de propriétaires chrétiens à Iconium. À la mort de ses parents, elle aurait distribué son héritage aux pauvres. Elle aurait ensuite fait vœu de chasteté et mené une vie d’ascète et de prédicatrice. Elle aurait été victime des grandes persécutions menées sous Dioclétien. Elle aurait été soumise à la torture, martyrisée, puis décapitée.
L'histoire présumée de la vie de Parascève d’Iconium est pleine de contradictions. La tradition hagiographique est riche et complexe ; la première hagiographie date du IXe siècle. Les sources sont diverses et d'une fiabilité presque nulle. La confusion dans l'identification des saints est liée à la tradition de plusieurs saintes du même nom, dont les destins sont souvent confondus.
Parascève d’Iconium est particulièrement vénérée en Russie ; elle est fêtée le 28 octobre (du calendrier Julien).

## Iconographie
Parascève d’Iconium est très représentée dans les icône orthodoxes. La plus ancienne représentation connue est celle du manuscrit grec Homélies de Grégoire de Nazianze conservé à la Bibliothèque nationale (cote Grec 510) à Paris, où Sainte Parascève figure avec Sainte Hélène, mère de l’Empereur Constantin.
Sainte Parascève d'Iconium était généralement représentée dans une robe rouge, une croix à la main. Dans les anciennes icônes russes, la sainte était parfois représentée au verso de l'image de la Vierge Marie. Les peintres d'icônes décrivaient généralement la martyre comme une ascète sévère, grande, avec une couronne radieuse sur la tête.

## Galerie

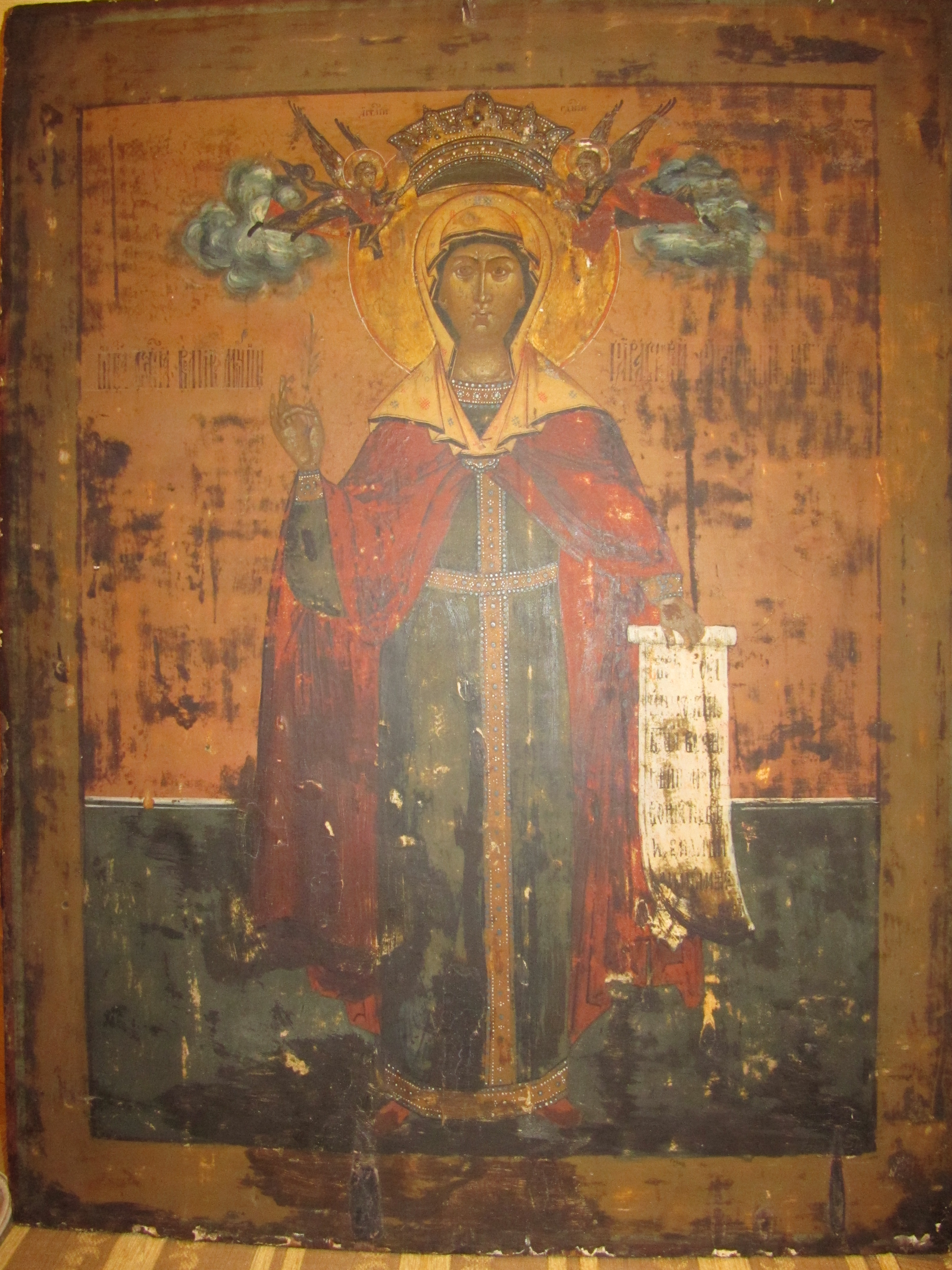
Sainte Parascève, cathédrale du kremlin de Riazan (Russie).
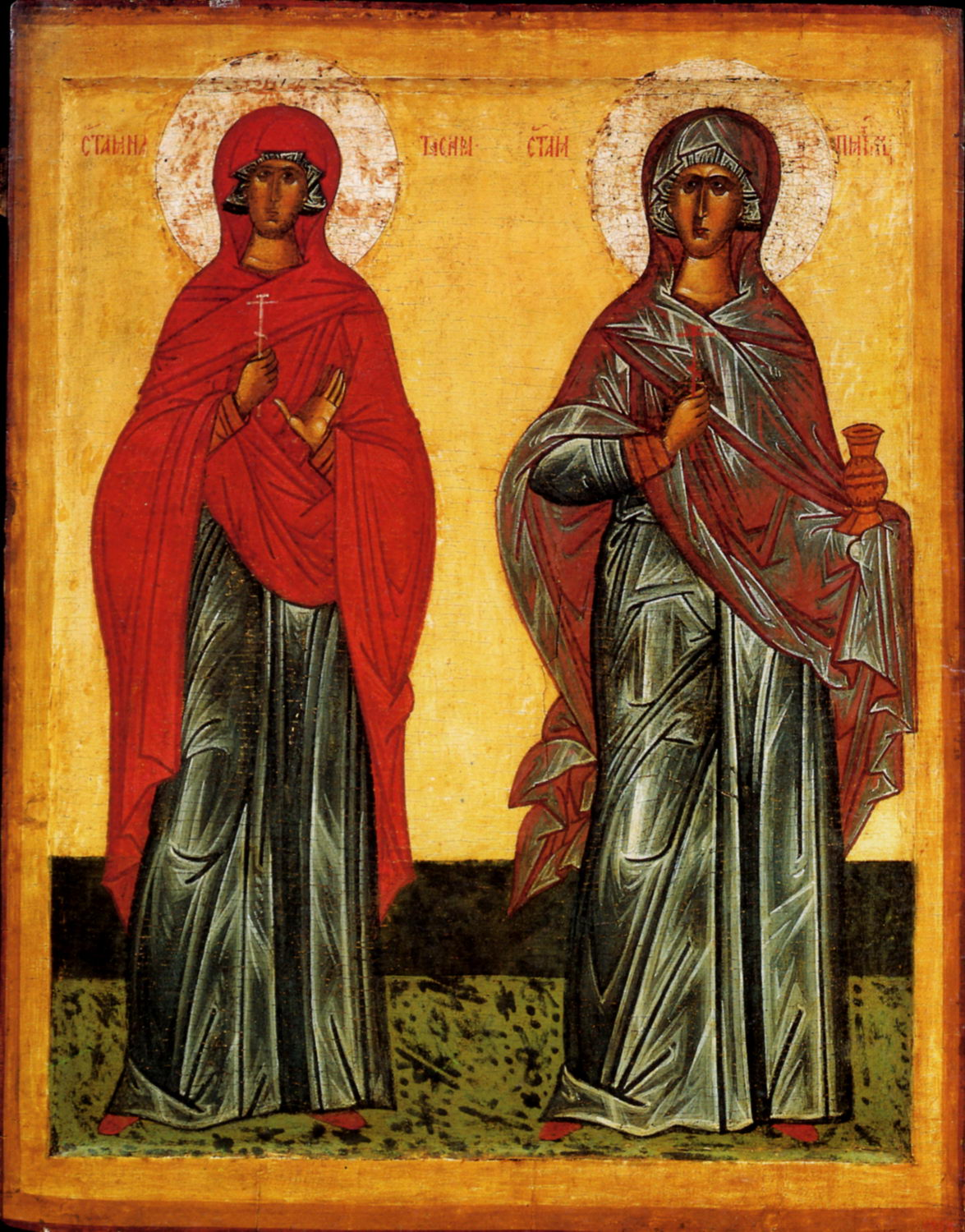
Avec Anastasie d'Illyrie (à droite), XVe siècle, Musée Russe, Saint-Pétersbourg.
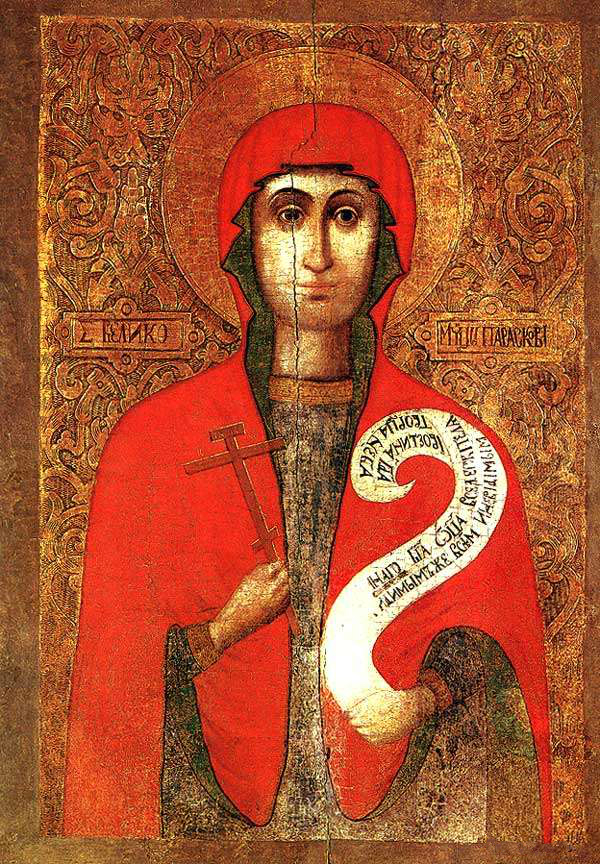
Seconde moitié du XVIe siècle, tempera à l'œuf, musée national des Beaux-Arts de Biélorussie.
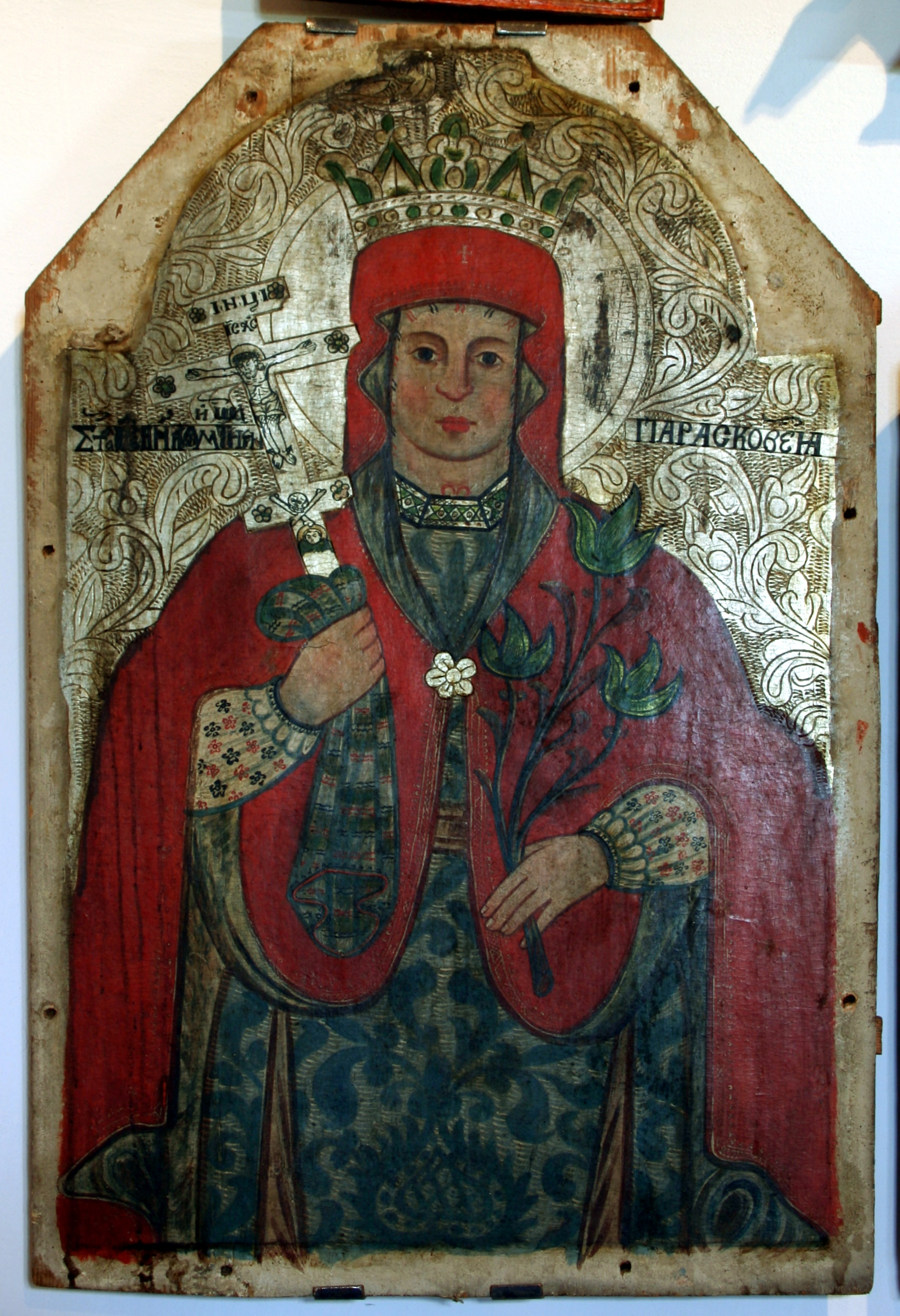
XVIIe siècle, Musée historique à Sanok (Pologne).
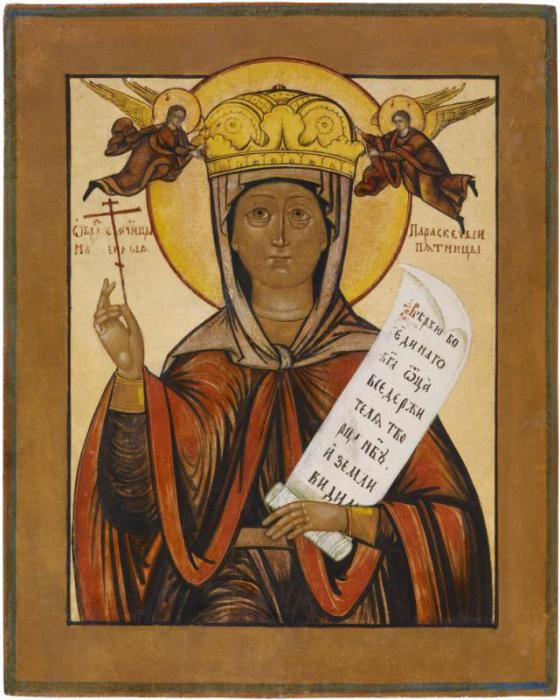
XIXe siècle, musée de Rybinsk (Russie).